# Melissa L. Gilliam
Melissa Lynn Gilliam est une universitaire et médecin praticien américaine spécialisée en gynécologie pédiatrique et en gynécologie de l'adolescent. Elle est la première femme afro-américaine à occuper le poste de doyen de l'Université d'État de l'Ohio. Par le passé, elle a également été professeur de justice sanitaire à l'Université de Chicago.
Depuis, le 1er juillet 2024, elle est l'actuelle présidente de l'Université de Boston,.

## Jeunesse et éducation
Melissa Lynn Gilliam est née à Washington, DC, d'une mère journaliste, Dorothy Butler Gilliam, et d'un père peintre abstrait Sam Gilliam. Sa mère fut la première journaliste afro-américaine du Washington Post.
Elle étudie tout d'abord à l'Université de Yale où elle obtient une licence en littérature anglaise. Par la suite, elle poursuit son parcours académique avec une maîtrise en philosophie et en politique à l'Université d'Oxford, qu'elle complète avec une thèse de médecine à l'Université de Harvard ainsi qu'une maîtrise en santé publique à l'Université de l'Illinois à Chicago. Elle effectue son internat de médecine à la Northwestern University de Chicago.

## Carrière universitaire
Melissa Lynn Gilliam commence sa carrière universitaire en rejoignant la faculté de santé de l'Université de Chicago en 2005 en tant que directrice de recherche sur des thématiques de planification familiale et de contraception.
Au sein de cette université, elle y occupe également le poste de directrice des programmes de gynécologie à destination des enfants, des adolescentes et des jeunes femmes au University of Chicago Medical Center. Au sein de ce dernier, les équipes de Melissa Lynn Gilliam concentrent leurs recherches sur des problématiques en lien avec les mères adolescentes afro-américaines. Ces travaux ayant pour objectif principal de comprendre les liens entre les risques des grossesses répétée associées à cette population et l'influence de l'éducation, du logement, de l'activité physique, de la prise de poids, de l'état émotionnel et des relations personnelles des individus.
À la suite de ses recherches à l'Université de Chicago, Melissa Lynn Gilliam rejoint le membre du corps professoral du Bucksbaum Institute for Clinical Excellence pour l’année universitaire 2013-2014. Durant cette période, elle y fondé le Centre d'enquête interdisciplinaire et d'innovation en santé sexuelle et reproductive (Ci3). Ce dernier utilise une approche basée sur des jeux, des récits et du design afin de mieux comprendre et aborder les déterminants sociaux et structurels de la santé sexuelle et reproductive des adolescents.
En 2015, elle est élue en tant que membre à l'Académie nationale de médecine américaine pour ses travaux faisant « autorité en matière de contraception et de santé des adolescents ».
En 2016, Melissa Lynn Gilliam est nommée vice-doyenne de l'Université de Chicago pour l'importance de ses travaux académiques et pour son action sur la diversité au sein de l'université. Elle y occupe également un poste de professeur en santé et justice,. En 2020, elle est nommée professeure émérite en reconnaissance de son travail de soutien au corps professoral en tant que vice-doyenne.
En août 2021, Melissa Lynn Gilliam rejoint l'Ohio State University (OSU) en tant que doyenne et vice-présidente exécutif. Elle devient la première femme de couleur à y occuper le poste de doyenne. Au sein de cette université, elle y occupe aussi le poste de professeur d'obstétrique et de gynécologie,.
Le 4 octobre 2023, il est annoncé que Melissa Lynn Gilliam deviendrait la 11ème présidente de l'Université de Boston. Elle y prend officiellement ses fonctions en juillet 2024, succédant à Kenneth W. Freeman (en) qui assurait l'intérim de cette fonction depuis le départ de Robert A. Brown (en) le 1er août 2023,.
En plus de ses fonctions au sein de l'Université de Boston, Melissa Lynn Gilliam siège actuellement au conseil de gouvernance du laboratoire national d'Argonne.

## Recherche
Les travaux de recherche de Melissa Lynn Gilliam portent sur la santé et l’éducation des adolescents, à l'échelle nationale et internationale, au travers de méthodes utilisant la narration, la technologie et différents designs. En 2023, plusieurs de ses travaux de recherche reçoivent des financements de la Fondation Bill & Melinda Gates, du National Institutes of Health, de la Fondation MacArthur et de la Fondation Ford.
De par ses recherches, Melissa Lynn Gilliam obtient plusieurs prix et distinctions tels que le King Arts Center Legacy Award en 2022, la bourse du centenaire de l’Institute of Medicine de Chicago, le Chicago Urban League Innovator Award, le US Food and Drug Administration Advisory Committee Service Award et le Chicago Foundation for Women Impact Award,.

## Publications
Melissa Lynn Gilliam a publié une série de recherches et d’articles politiques sur la santé reproductive, notamment :
- Probabilité de placenta praevia avec un plus grand nombre d'accouchements par césarienne et une parité plus élevée (2002)[22]
- L'accouchement par césarienne sur demande : conséquences sur la reproduction (2006)[23]
- Interventions utilisant les nouveaux médias numériques pour améliorer la santé sexuelle des adolescents (2012)[24]

## Vie personnelle
Melissa Lynn Gilliam est mariée au médecin-chercheur William Grobman. Ils ont deux enfants, un fils et une fille.